# Списък с бестселърите в САЩ 1950-1959
Списък с бестселърите в САЩ според „Publishers Weekly“ в периода 1950 до 1959 година.

## 1950
1. The Cardinal от Henry Morton Robinson
2. Joy Street от Frances Parkinson Keyes
3. Отвъд реката, сред дърветата от Ърнест Хемингуей
4. The Wall от John Hersey
5. Star Money от Катлийн Уинзор
6. The Parasites от Дафни дю Морие
7. Floodtide от Frank Yerот
8. Jubilee Trail от Gwen Bristow
9. The Adventurer от Мика Валтари
10. The Disenchanted от Budd Schulberg

## 1951
1. From Here to Eternity от James Jones
2. The Caine Mutiny от Herman Wouk
3. Moses от Sholem Asch
4. The Cardinal от Henry Morton Robinson
5. A Woman Called Fancy от Frank Yerот
6. The Cruel Sea от Nicholas Monsarrat
7. Melville Goodwin, U.S.A. от John P. Marquand
8. Return to Paradise от Джеймс А. Миченър
9. The Foundling от Cardinal Spellman
10. The Wanderer от Мика Валтари

## 1952
1. The Silver Chalice от Thomas B. Costain
2. The Caine Mutiny от Herman Wouk
3. На изток от рая от Джон Стайнбек
4. My Cousin Rachel от Дафни дю Морие
5. Steamboat Gothic от Frances Parkinson Keyes
6. Giant от Edna Ferber
7. The Old Man and the Sea от Ърнест Хемингуей
8. The Gown of Glory от Agnes Sligh Turnbull
9. The Saracen Blade от Frank Yerот
10. The Houses in Between от Howard Spring

## 1953
1. The Robe от Lloyd C. Douglas
2. The Silver Chalice от Thomas B. Costain
3. Desirée от Annemarie Selinko
4. Battle Cry от Леон М. Урис
5. From Here to Eternity от James Jones
6. The High and the Mighty от Ernest K. Gann
7. Beyond This Place от Арчибалд Кронин
8. Time and Time Again от Джеймс Хилтън
9. Lord Vanity от Samuel Shellabarger
10. The Unconquered от Ben Ames Williams

## 1954
1. Not as a Stranger от Morton Thompson
2. Mary Anne от Дафни дю Морие
3. Love Is Eternal от Ъруинг Стоун
4. The Royal Box от Frances Parkinson Keyes
5. Синухѐ Египтянина от Мика Валтари
6. No Time for Sergeants от Mac Hyman
7. Благодатният четвъртък от Джон Стайнбек
8. The View from Pompey's Head от Hamilton Basso
9. Never Victorious, Never Defeated от Тейлър Колдуел
10. Benton's Row от Frank Yerот

## 1955
1. Marjorie Morningstar от Herman Wouk
2. Auntie Mame от Patrick Dennis
3. Andersonville от MacKinlay Kantor
4. Добър ден, тъга от Франсоаз Саган
5. The Man in the Gray Flannel Suit от Sloan Wilson
6. Something of Value от Robert Ruark
7. Not as a Stranger от Morton Thompson
8. No Time for Sergeants от Mac Hyman
9. The Tontine от Thomas B. Costain
10. Ten North Frederck от Джон O'Хара

## 1956
1. Don't Go Near the Water от William Brinkley
2. The Last Hurrah от Edwin O'Connor
3. Peyton Place от Grace Metalious
4. Auntie Mame от Patrick Dennis
5. Eloise от Kay Thompson
6. Andersonville от MacKinlay Kantor
7. A Certain Smile от Франсоаз Саган
8. The Tribe That Lost Its Head от Nicholas Monsarrat
9. The Mandarins от Симон дьо Бовоар
10. Boon Island от Kenneth Roberts

## 1957
1. От Love Possessed от James Gould Cozzens
2. Peyton Place от Grace Metalious
3. Compulsion от Meyer Levin
4. Rally Round the Flag, Boys! от Max Shulman
5. Blue Camellia от Frances Parkinson Keyes
6. Eloise in Paris от Kay Thompson
7. The Scapegoat от Дафни дю Морие
8. On the Beach от Nevil Shute
9. Below the Salt от Thomas B. Costain
10. Atlas Shrugged от Ayn Rand

## 1958
1. Доктор Живаго от Борис Пастернак
2. Anatomy of a Murder от Robert Traver
3. Лолита(роман) от Владимир Набоков
4. Around the World with Auntie Mame от Patrick Dennis
5. From the Terrace от Джон O'Хара
6. Eloise at Christmastime от Kay Thompson
7. Ice Palace от Edna Ferber
8. The Winthrop Woman от Anya Seton
9. The Enemy Camp от Jerome Weidman
10. Victorine от Frances Parkinson Keyes

## 1959
1. Ексодус от Леон Урис
2. Доктор Живаго от Борис Пастернак
3. Хавай от Джеймс А. Миченър
4. Advise and Consent от Allen Drury
5. Любовникът на лейди Чатърлей от D.H. Lawrence
6. The Ugly American от Eugene L. Burdick
7. Dear and Glorious Physician от Тейлър Колдуел
8. Лолита (роман) от Владимир Набоков
9. Mrs. 'Arris Goes to Paris от Paul Gallico
10. Poor No More от Robert Ruark